# Csikcsi-díj

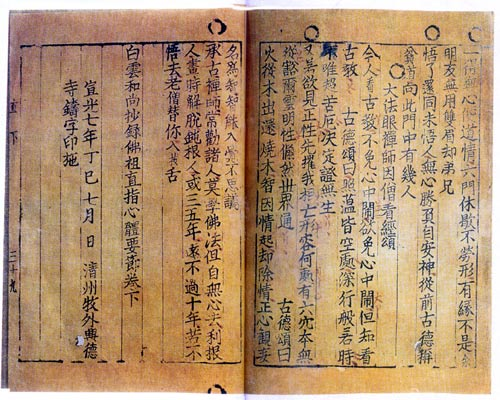
Részlet a Csikcsiből (1377)

Az UNESCO/Csikcsi A világ emlékezete-díj az UNESCO által odaítélt díj, amelynek segítségével szeretnék előmozdítani A világ emlékezete program célkitűzéseit. A díjat abból az alkalomból alapították 2004-ben, hogy a világ legrégibb ismert mozgatható fémbetűkkel nyomtatott könyve, a Csikcsi című buddhista gyűjtemény felkerült A világ emlékezete program megőrzendő dokumentumokat tartalmazó listájára. A díjat két évente azok a személyek vagy intézetek kaphatják, akik vagy amelyek kimagaslóan sokat tettek az emberiség történelmében jelentős szerepet játszó dokumentumok megőrzéséért és megismertetéséért. A díjjal járó összeg 30000 dollár.

## Nyertesek
- 2005 – A Cseh Köztársaság Nemzeti Könyvtára (Prága)
- 2007 – Hangfelvétel-archívum, Osztrák Tudományos Akadémia, Bécs
- 2009 – Nemzeti Levéltár, Malajzia
- 2011 – Nemzeti Levéltár, Ausztrália[1]
- 2013 – Archívumok és a könyvtárak fejlesztésének támogatása (Mexikóváros)
- 2016 – Iberarchivos Programme, a Latin-Amerikai archívumok fejlesztésére
- 2018 – SAVAMA-DCI[2] (Mali)